# 梅尔湖畔加利奇公国
梅尔湖畔加利奇公国（俄语：Галич-Мерское княжество）是弗拉基米尔-苏兹达尔大公国下轄的一个特定公国。首都位於加利奇。後來該國併入莫斯科大公國。